# أغسطس باروز
أغسطس باروز هو شخصية أعمال وسياسي أمريكي، ولد في 30 يوليو 1838، وتوفي في 20 ديسمبر 1885. نشط حزبياً في الحزب الديمقراطي. وقد انتخب عضو جمعية ولاية ويسكونسن ‏.